# Charles Scharrès
Charles Scharrès (Liegi, 13 ottobre 1888 – Bruxelles, 13 ottobre 1957) è stato un pianista, compositore e pedagogo belga.

## Biografia
Charles Scharrès inizia lo studio della musica al Conservatorio di Liegi all'età di nove anni. Ottiene il primo premio di pianoforte (1905), armonia (1906), musica da camera (1907), la medaglia d'oro per il pianoforte (1907) e il primo premio per la fuga (1908). Si trasferisce in seguito a Bruxelles per studiare composizione con Paul Gilson. Finiti gli studi, inizia la carriera musicale come concertista esibendosi in Belgio, Francia, Spagna, Germania, Svizzera e Lussemburgo.
Pur eseguendo di preferenza opere di pianisti contemporanei, come Emmanuel Chabrier, Maurice Ravel, Camille Saint-Saëns, Ernest Chausson, Darius Milhaud o Gabriel Fauré, Scharrès si interessa anche alla musica antica, come testimonia la sua biblioteca musicale conservata alla Sezione Musica della Biblioteca reale del Belgio.
Scharrès si distingue anche per la dimensione didattica che imprime alle sue prestazioni, attraverso cicli di concerto tematici. Fra questi, i sei concerti della stagione 1946-47, incentrati sui capolavori pianistici dell'Ottocento, il ciclo del 1950-51 consacrato alla scuola classica tedesca, alle scuole romantiche tedesca, francese, russa, spagnola e belga, o ancora - nel 1952 - il ciclo dedicato all'evoluzione della sonata e alle opere per pianoforte ispirate dal balletto.
Prodigando in gran parte il suo talento di pedagogo in Belgio, consacrò grande energia a valorizzare la musica contemporanea belga, legandosi anche alle grandi personalità dell'avanguardia musicale belga come Octave Maus o la pittrice Anna Boch.

## Fondo Charles Scharrès della Biblioteca reale del Belgio
Ricco di più di 1500 partiture, di cui alcune illustrate da Magritte, di un centinaio di manoscritti autografi, programmi di concerto e ritagli stampa, il Fondo Scharrès conservato alla Sezione Musica della Biblioteca reale del Belgio rappresenta una fonte importante, e ancora in parte inesplorata, per lo studio della vita musicale belga della prima metà del Novecento. Il Fondo ospita anche documenti iconografici e archivi sonori, fra cui 220 dischi a 33 e 45 giri e 10 bande magnetiche. Poiché Charles Scharrès aveva l'abitudine di annotare sulle partiture dei suoi concerti le date e i luoghi delle sue prestazioni, il Fondo fornisce delle notizie di prima mano per lo studio del pianista e del repertorio del periodo.